# With You (Mariah Carey)
With You è un singolo della cantautrice statunitense Mariah Carey, pubblicato il 4 ottobre 2018 su etichetta discografica Epic Records come secondo estratto dal suo quindicesimo album d'inediti, intitolato Caution. Il brano è stato scritto dalla stessa cantautrice in collaborazione con Mustard (nome d'arte di Dijon McFarlane) e prodotto da quest'ultimo.
Mariah Carey ha cantato per la prima volta With You dal vivo il 10 ottobre 2018 in occasione degli American Music Awards a dieci anni di distanza dall'ultima esibizione nella suddetta cerimonia.

## Video musicale
Il video musicale ufficiale del singolo è stato rilasciato il 10 ottobre 2018. Il video, come per GTFO, è stato diretto da Sarah McColgan e vede la Carey aggirarsi per le strade di Los Angeles, e posare fra le stanze di una lussuosa villa sul mare. Anche questo video, come molti altri della cantautrice , è stato girato in bianco e nero.

## Tracce
Download digitale
1. With You – 3:47

## Successo commerciale
With You ha raggiunto la 7ª posizione nella classifica statunitense Hot Adult Contemporary Tracks, che tiene conto dei brani più riprodotti nelle stazioni radiofoniche di musica adult contemporary. Si tratta della ventitreesima top ten per Mariah Carey, che le permette di estendere il suo stesso record come artista con più singoli piazzati nelle prime dieci posizioni della classifica.